# Kaštel Štafilić (urbanistička cjelina)
Urbanistička cjelina mjesta Kaštel Štafilića predstavlja zaštićeno kulturno dobro.

## Opis dobra
Povijesna jezgra Kaštel Štafilića smještena je u zapadnom dijelu Donjih Kaštela, a razvila se oko Kaštel Stafilea koji je građen od 1500. – 1508.g. Sjeverno od kaštela podignuto je utvrđeno selo s kulama na uglovima. Na istočnoj strani sela bila su Mala vrata, a uza zid obrambeni jarak čijim je zatrpavanjem formirana Vela štrada. Ta duga poljana pred kaštelom naziva se Igrišće. Prva župna crkva sagrađena je 1566. godine zapadno od utvrđenog naselja. U naselju se ističu veleposjedničke kuće s kraja 18. i početka 19. st. poput kuće Perišić, kuće Deman i kuće Vuletin. U ulici koja od župne crkve vodi ka Nehaju protežu se kamene jednokatnice i dvokatnice iz druge polovice 19. stoljeća.

## Zaštita
Pod oznakom Z-3209 zavedena je pod vrstom "kulturno-povijesna cjelina", pravna statusa zaštićena kulturnog dobra, klasificirano kao "urbana cjelina".